# Derocrania
Derocrania is een geslacht van kevers uit de familie van de loopkevers (Carabidae). De wetenschappelijke naam van het geslacht is voor het eerst geldig gepubliceerd in 1860 door Maximilien de Chaudoir.

## Soorten
Het geslacht Derocrania omvat de volgende soorten:
- Derocrania agnes (W.Horn, 1905)
- Derocrania brevicollis (W.Horn, 1905)
- Derocrania concinna Chaudoir, 1860
- Derocrania dembickyi Naviaux & J.Moravec, 2001
- Derocrania flavicornis W.Horn, 1892
- Derocrania fusiformis (W.Horn, 1904)
- Derocrania glbbiceps Chaudoir, 1860
- Derocrania halyi (W.Horn, 1900)
- Derocrania honorei Fleutiaux, 1893
- Derocrania intricatorugulosa (W.Horn, 1942)
- Derocrania jaechi Naviaux, 2002
- Derocrania longesulcata (W.Horn, 1900)
- Derocrania nematodes (Schaum, 1863)
- Derocrania nietneri (Motchulsky, 1859)
- Derocrania schaumi W.Horn, 1892
- Derocrania scitiscabra (Walker, 1859)